# Sant’Albano Stura
Sant’Albano Stura – miejscowość i gmina we Włoszech, w regionie Piemont, w prowincji Cuneo.
Według danych na rok 2004 gminę zamieszkuje 2080 osób, 74,3 os./km².